# Gary Pallister
Gary Andrew Pallister est un footballeur anglais né le 30 juin 1965 à Ramsgate. Il évoluait au poste de défenseur central.

## Biographie
Gary Pallister a reçu 22 sélections en équipe d'Angleterre.
Il a passé la majeure partie de sa carrière dans le club de Manchester United.
Avec les Red Devils il a notamment remporté quatre championnats d'Angleterre et trois coupes d'Angleterre.

## Carrière
- 1984-1985 : Middlesbrough  Angleterre
- 1984-1985 : Darlington  Angleterre
- 1985-1989 : Middlesbrough  Angleterre
- 1989-1998 : Manchester United  Angleterre
- 1998-2001 : Middlesbrough  Angleterre[1],[2]

## Palmarès
- 22 sélections et 0 buts avec l'équipe d'Angleterre entre 1988 et 1996
- Vainqueur de la Coupe des coupes en 1991
- Vainqueur de la Supercoupe de l'UEFA en 1991
- Champion d'Angleterre en 1993, 1994, 1996 et 1997
- Vainqueur de la Coupe d'Angleterre (FA Cup) en 1990, 1994 et 1996
- Vainqueur de la League Cup en 1992
- Vainqueur du Charity Shield en 1990, 1993, 1994, 1996 et 1997
- Élu joueur de l'année du championnat d'Angleterre lors de la saison 1991-1992